# Ronde van Portugal 2007
De 69ste editie van de Ronde van Portugal (Portugees: Volta a Portugal 2007) werd gehouden van 4 tot en met 15 augustus 2007. De wielerronde, bestaande uit tien etappes en voorafgegaan door een proloog, maakte deel uit van de UCI Europe Tour 2007. In totaal gingen 162 renners van start, van wie er 128 de eindstreep haalden in Viseu. Titelverdediger was de Spanjaard David Blanco, die ditmaal genoegen moest nemen met de vijfde plaats in de eindrangschikking.

## Deelnemende ploegen
In totaal startten er 162 renners, verdeeld over de volgende 18 ploegen:
UCI ProTour-ploegen
- Lampre - Fondital
- Saunier Duval - Prodir

Professionele continentale ploegen
- Benfica
- Team Barloworld
- Ceramica Panaria
- Ceramica Flaminia
- Karpin - Galicia
- Fuerteventura - Canarias
- Relax - GAM
- Team Slipstream

Continentale ploegen
- Barbot - Halcon
- LA - MSS
- Riberalves - Boavista
- Liberty Seguros
- Duja - Tavira
- Madeinox-Bric-Loulé
- Vitória-ASC
- Fercase - Rota dos Móveis

## Etappe-overzicht
| etappe                      | datum       | start              | finish                   | afstand     | winnaar           | klassementsleider |
| --------------------------- | ----------- | ------------------ | ------------------------ | ----------- | ----------------- | ----------------- |
| Proloog                     | 4 augustus  | Portimão           | Portimão                 | 6,8 km (t)  | Martín Garrido    | Martín Garrido    |
| 1                           | 5 augustus  | Portimão           | Beja                     | 196 km      | Paride Grillo     | Martín Garrido    |
| 2                           | 6 augustus  | Vila Viçosa        | Castelo Branco           | 169,3 km    | Francisco Pacheco | Martín Garrido    |
| 3                           | 7 augustus  | Idanha-a-Nova      | Gouveia                  | 176,3 km    | Cândido Barbosa   | Martín Garrido    |
| 4                           | 8 augustus  | Guarda             | Santo Tirso              | 222,1 km    | Cândido Barbosa   | Cândido Barbosa   |
| 5                           | 9 augustus  | Felgueiras         | Fafe                     | 167,7 km    | Cândido Barbosa   | Cândido Barbosa   |
| 10 augustus was een rustdag |             |                    |                          |             |                   |                   |
| 6                           | 11 augustus | Celorico de Basto  | Alto da Senhora da Graça | 143 km      | Eladio Jiménez    | Cândido Barbosa   |
| 7                           | 12 augustus | Lixa               | Gondomar                 | 168 km      | Paride Grillo     | Cândido Barbosa   |
| 8                           | 13 augustus | Aveiro             | São João da Madeira      | 157,1 km    | Cândido Barbosa   | Cândido Barbosa   |
| 9                           | 14 augustus | Oliveira do Bairro | Torre                    | 154,2 km    | Eladio Jiménez    | Eladio Jiménez    |
| 10                          | 15 augustus | Viseu              | Viseu                    | 38,8 km (t) | Héctor Guerra     | Xavier Tondó      |

## Algemeen klassement
| rang      | renner                   | land     | tijd       |
| --------- | ------------------------ | -------- | ---------- |
| Gele trui | Xavier Tondó             | Spanje   | 40u 25'56" |
| 2         | Cândido Barbosa          | Portugal | + 56"      |
| 3         | Héctor Guerra            | Spanje   | + 1'31"    |
| 4         | Eladio Jiménez           | Spanje   | + 1'36"    |
| 5         | David Blanco             | Spanje   | + 3'25"    |
| 6         | José Azevedo             | Portugal | + 3'35"    |
| 7         | David Bernabéu           | Spanje   | + 4'10"    |
| 8         | José Antonio Pecharroman | Spanje   | + 5'23"    |
| 9         | Óscar Sevilla            | Spanje   | + 5'42"    |
| 10        | Pedro Cardoso            | Portugal | +6'03"     |

## Puntenklassement
| rang       | renner          | land     | punten |
| ---------- | --------------- | -------- | ------ |
| Witte trui | Cândido Barbosa | Portugal | 168    |
| 2          | Eladio Jiménez  | Spanje   | 70     |
| 3          | Xavier Tondó    | Spanje   | 68     |
| 4          | David Blanco    | Spanje   | 63     |
| 5          | Héctor Guerra   | Spanje   | 60     |

## Bergklassement
| rang        | renner          | land     | punten |
| ----------- | --------------- | -------- | ------ |
| Groene trui | André Cardoso   | Portugal | 64     |
| 2           | Eladio Jiménez  | Spanje   | 63     |
| 3           | Cândido Barbosa | Portugal | 44     |
| 4           | Xavier Tondó    | Spanje   | 34     |
| 5           | José Azevedo    | Portugal | 28     |

## Jongerenklassement
| rang        | renner        | land     | tijd       |
| ----------- | ------------- | -------- | ---------- |
| Oranje trui | Tiago Machado | Portugal | 40u 34'55" |
| 2           | Arkaitz Durán | Spanje   | + 5'59"    |
| 3           | Nelson Rocha  | Portugal | + 11'19"   |

## Ploegenklassement
| rang             | ploeg           | land     | tijd        |
| ---------------- | --------------- | -------- | ----------- |
| Lichtblauwe trui | Liberty Seguros | Portugal | 121u 27'05" |
| 2                | LA - MSS        | Portugal | + 7'12"     |
| 3                | Benfica         | Portugal | + 11'44"    |

## Klassementsleiders per etappe
Mannen: 1927 · 
1928–1930 · 
1931 · 
1932 · 
1933 · 
1934 · 
1935 · 
1936–1937 · 
1938 · 
1939 · 
1940 · 
1941 · 
1942–1945 · 
1946 · 
1947 · 
1948 · 
1949 · 
1950 · 
1951 · 
1952 · 
1953 · 
1954 · 
1955 · 
1956 · 
1957 · 
1958 · 
1959 · 
1960 · 
1961 · 
1962 · 
1963 · 
1964 · 
1965 · 
1966 · 
1967 · 
1968 · 
1969 · 
1970 · 
1971 · 
1972 · 
1973 · 
1974 · 
1975 · 
1976 · 
1977 · 
1978 · 
1979 · 
1980 · 
1981 · 
1982 · 
1983 · 
1984 · 
1985 · 
1986 · 
1987 · 
1988 · 
1989 · 
1990 · 
1991 · 
1992 · 
1993 · 
1994 · 
1995 · 
1996 · 
1997 · 
1998 · 
1999 · 
2000 · 
2001 · 
2002 · 
2003 · 
2004 · 
2005 · 
2006 · 
2007 · 
2008 · 
2009 · 
2010 · 
2011 · 
2012 · 
2013 · 
2014 · 
2015 · 
2016 · 
2017 ·
2018 · 
2019 · 
2020 ·
2021 ·
2022 ·
2023 · 2024 · 2025
Vrouwen: 2021 · 2022 · 2023 · 2024 · 2025